# EDEN (musicien)
Pour les articles homonymes, voir Eden.
Jonathon Ng, né le 23 décembre 1995, connu sous le nom de scène EDEN, est un chanteur, auteur-compositeur, multi-instrumentiste et producteur de musique irlandais, originaire de Dublin.
Il est anciennement connu sous le nom The Eden Project, un alias qu'il abandonne en 2015. Le travail de Ng en tant que The Eden Project est plutôt orienté vers des styles de EDM tels que le dubstep et la Drum and bass, tandis que son changement de nom à l'été 2015 s'accompagne d'une évolution de sa musique, vers un style correspondant plus à de l'indie pop.
Ng a sorti 6 EPs et plus de 40 chansons en tant que The Eden Project. EDEN lance son propre label, MCMXCV, lors de la sortie de son premier EP, End Credits, en août 2015. Son deuxième EP, i think you think too much of me, est diffusé en août 2016, et fait ses débuts dans les Charts irlandais, au no 43. EDEN effectue ensuite une tournée mondiale, le Futurebound Tour, qui s’achève le 26 novembre 2016 à Paris.
Son premier album studio, vertigo est diffusé le 19 janvier 2018. Une deuxième tournée mondiale, vertigo world tour , suit la sortie de l'album. Son second album nommé no future est sorti le 14 février 2020 qui est suivi d'une deuxième tournée mondiale annulée à cause de la pandémie : no future tour.
Le 9 septembre 2022 il diffuse un nouvel album intitulé « In case you missed it » (ICYMI) contenant 11 nouveaux titres. Il effectue une tournée mondiale entre janvier 2023 et décembre 2024.

## Biographie

### Enfance et adolescence
Jonathon Ng est né le 23 décembre 1995, à Dublin, en Irlande, d'une mère irlandaise et d'un père chinois. À sept ans, il commence l'apprentissage du violon. Plus tard, il enseigne le piano, la guitare et la batterie.

### 2013-2015: The Eden Project
Jonathon Ng a commencé à produire des œuvres de musique électronique de manière indépendante en 2013. En 2014, il sort l'EP Kairos, puis Entrance, dont la piste indie Circles entre en contraste avec son style électronique habituel.
En 2015, Ng adopte style indie avec l'EP Bipolar paradise. Plus tard, Final call contient deux reprises : Blank Space de Taylor Swift et Crazy In Love de Beyoncé. Il abandonne alors son nom nom d'artiste The Eden Project.

### 2015-2016: EDEN, End Credits, ITYTTMOM et le Futurebound tour
Ng a changé son alias pour EDEN à la suite de la sortie de Final Call, et commence à enregistrer de nouveaux travaux au printemps 2015 à New York. End Credits est disponible en téléchargement gratuit dans le monde entier dès le 8 août 2015, diffusé par le label britannique Seeking Blue Records et le label de Ng, MCMXCV. L'EP se compose de 7 pistes d'indie pop et de musique électronique alternative. Deux singles, Nocturne et Gravity, sont sortis respectivement en juin et juillet. Dans l'ensemble, l'EP amasse plus de 14 millions d'écoutes sur la plate-forme de streaming SoundCloud.
Le 22 mars, Ng commence son End Credits Tour et assure des concerts à Dublin, Londres, Toronto, New York, Los Angeles et San Francisco. Tous les billets ont été vendus en une semaine, et une date supplémentaire a été mise en place dans la Ville de New York en raison de la forte demande. La tournée s'est achevée le 8 avril.
Le 10 juin 2016, le premier single de son nouvel EP i think you think too much of me, sex, est diffusé, l'accent y est mis sur le chant et l'instrumentation. Un mois plus tard, Billboard diffuse en avant-première le deuxième single, drugs, un jour avant sa sortie officielle le 15 juillet 2016. L'EP contient 7 pistes, dont 3 rééditions de chansons datant de l'époque de The Eden Project : XO, Fumes et Circles. Le titre Fumes est modifié par l'ajout d'un couplet chanté par Gnash; la partie vocale du titre Circles est réenregistrée. L'EP a fait son entrée dans les Charts irlandais.
Le 7 septembre 2016, Ng diffuse sur sa chaîne YouTube et sur Facebook une seconde vidéo pour drugs qui est une vidéo à 360 degrés en réalité virtuelle. Elle amasse plus de 1,5 million de vues sur Facebook en une semaine.
Ng assure la promotion de son EP I think you think too much of me par le biais du Futurebound Tour, une tournée mondiale qui commence le 7 septembre 2016 à Vancouver, en Colombie-Britannique, au Canada. La visite comprenait 33 spectacles, en Amérique du Nord et en Europe, et s'est conclue le 26 novembre, avec un dernier concert à Paris, en France.

### 2017-2018: Festivals, vertigo et le vertigo world tour
EDEN entreprend une tournée des festivals à l'été 2017.
Le 28 septembre, le titre start//end est diffusé sur toutes les grandes plates-formes musicales comme le premier single de l'album à venir vertigo. Le single s'accompagne d'un clip vidéo publié sur Youtube, et qui avoisine à ce jour les deux millions de vues. La vidéo a été tournée dans de nombreux endroits en Europe, en Amérique du Nord et au Japon.
Le  nouveau single gold est diffusé le 10 novembre 2017.
Le troisième single de l'album, crash, sort le 8 décembre 2017 sur Spotify et iTunes.
Vertigo est sorti le 19 janvier 2018. La veille, un quatrième single, float, est partagé par EDEN sur les plateformes musicales.

### 2019-2020: Nouveau label,no futureetNEW WORLD TAPES
Le 8 octobre 2019, Ng sort le single Untitled, puis 17 jours plus tard, projector. Il sort le 6 décembre le 3 single nommé love, death, distraction. Le quatrième et dernier single nommé isohel est en partie dévoilé à la fin de la vidéo 365 x 24 qu'il sort généralement chaque fin d'année, quelques jours après son anniversaire et dans laquelle il fait une retrospective de l'année passée. isohel sort le 10 janvier 2020. L'album no future est sorti le 14 février.
Le no future tour, précédemment annoncé le 30 octobre 2019, a commencé le 8 mars 2020 à Dublin. Cependant, quelques jours plus tard, EDEN annonce qu'il a été contraint de reporter le tour à cause de la pandémie du COVID-19 dans un premier temps. Le 12 mai suivant, il explique qu'il se doit d'annuler totalement la tournée européenne et américaine.
En parallèle pendant le premier confinement, Ng décide de réunir 11 artistes afin de créer NEW WORLD TAPES, un album regroupant 12 morceaux de 12 artistes différents tels que: ATO, Hare Squead, Elohim, Yung Olde Mayne (aussi connu sous le nom de Cautious Clay), Krewes, namara, Alaskan Tapes, Alex Young, Kai Whiston, Ryan Hemsworth et Lontallius. EDEN apparaît sur les morceaux de Kai Whiston, Stingray, et Chris Hemsworth, Cold Feet, en plus du sien, Peaked.
ATO sort le premier single intitulé Yours Now le 29 avril 2020. Les 11 autres morceaux suivront et sortiront un par un avec une semaine d'intervalle. L'album sort le 15 juillet 2020 et signe l'ouverture des précommandes du vinyle.

## Discographie

### Albums Studio
| Titre           | Date de sortie                            |
| --------------- | ----------------------------------------- |
| vertigo         | 19 janvier 2018 (chez MCMXCV/Astralwerks) |
| no future       | 14 février 2020 (chez MCMXCV/Astralwerks) |
| NEW WORLD TAPES | 15 juillet 2020 (chez MCMXCV)             |
| ICYMI           | A déterminer (chez MCMXCV)                |

### Extended Plays (EPs)
| Titre                            | Date de sortie                                 |
| -------------------------------- | ---------------------------------------------- |
| End Credits                      | 8 août 2015 (chez MCMXCV/Seeking Blue Records) |
| i think you think too much of me | 19 août 2016 (chez MCMXCV/Astralwerks)         |